# Macrophthalmus japonicus
Macrophthalmus japonicus – gatunek kraba morsko-lądowego z rodziny Macrophthalmidae.